# United World Colleges
A United World Colleges (UWC, "Egyesült Világ Kollégiumok") egy nemzetközi szervezet, ami oktatási programokat tart fenn. Célja a nemzetek, kultúrák közti megértés terjesztése a különböző országokból érkezett diákok együttélése és közös tanulása adta élmények által. Ma négy kontinens 18 iskolájában van jelen. Bár főként a 11-12.-es korosztály oktatásával foglalkozik, néhányukba már egészen óvodás kortól lehet járni.

## A 18 UWC-iskola

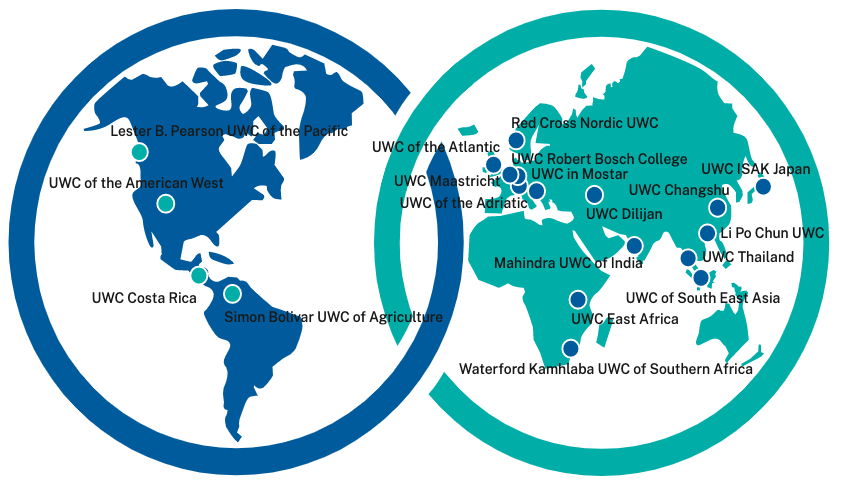
A United World Colleges emblémája 2009 előtt, 12 iskolával

- UWC Atlantic College,   Wales,   Egyesült Királyság  (alapítva: 1962)
- UWC South East Asia, Szingapúr (1971)
- Pearson College UWC, Kanada (1974)
- Waterford Kamhlaba UWC of Southern Africa,  Szváziföld (1981)
- UWC Adriatic, Olaszország (1982)
- UWC-USA,  Új-Mexikó  ,  Amerikai Egyesült Államok   (1982)
- Li Po Chun UWC of Hong Kong,  Hongkong (1992)
- UWC Red Cross Nordic,   Norvégia (1995)
- UWC Mahindra College,   India (1997)
- UWC Costa Rica Archiválva 2014. augusztus 11-i dátummal a Wayback Machine-ben,   Costa Rica (2006)
- UWC Mostar,  Bosznia-Hercegovina (2006)
- UWC Maastricht,  Hollandia (2009)
- UWC Robert Bosch College,  Németország (2014)
- UWC Dilijan,  Örményország (2014)
- UWC Changshu China Archiválva 2021. december 1-i dátummal a Wayback Machine-ben,  Kína(2015)
- UWC Thailand, Thaiföld (2016)
- UWC ISAK Japan , Japán (2017)
- UWC East Africa,  Tanzánia(2019)

## Híres diplomások
- Gilád Zuckermann (United World College of the Adriatic, 1987-1989), nyelvész

## Történet
Az első UWC iskola, a United World College of the Atlantic 1962-ben nyitotta meg kapuit. Alapítója egy német pedagógus, Kurt Hahn, aki korábban hazájában is alapított már iskolát. Az iskolának otthont adó XII. századi kastélyt II. Antonin Besse adománya. Kurt Hahn az iskola mintájául a II. világháború utáni NATO Defence College szolgált, ahol a korábbi ellenséges nemzetek képviselői együtt tanultak. Hahn az iskola megalapításával szeretett volna hozzájárulni a világ békés fejlődéséhez azáltal, hogy az együttélés, a közös tanulás és munkálkodás segítségével lebontja a fiatalokban egymás iránt élő előítéleteket.
Hahn egy olyan iskolát képzelt el, ahol 16 és 20 év közötti diákok tanulhatnak együtt. A bekerülés feltételéül az egyéni elhivatottságot és tehetséget szabta, tekinett nélkül a jelentkező társadalmi, anyagi vagy kulturális hátterére.
A UWC mozgalom elnöke volt Lord Mountbatten (1967-1978), Károly walesi herceg (1978-1995), jelenleg pedig Jordánia királynéja, Noor tölti be a tisztet (1995-től). A Dél-afrikai Köztársaság korábbi elnöke, Nelson Mandela 1999-től haláláig, 2013-ig a mozgalom tiszteletbeli elnöke volt.
Az iskolák szellemiségét a leginkább Lester Bowles Pearson, Kanada Nobel-díjas volt miniszterelnöke, az ottani iskola névadója mondatai fejezik ki:
"Hogyan létezhetne béke úgy, hogy az emberek nem értik meg egymást, és hogyan érthetnék a másikat, ha nem is ismerik?"

## Oktatás
Az iskolákban a venezuelai mezőgazdasági UWC-t leszámítva a diákok kétéves képzésük végén a Nemzetközi Érettségit (International Baccalaureate, IB) teszik le.
Öt iskola (UWC Thailand, UWC South East Asia, UWC Maastricht, UWC East Africa, és Waterford Kamhlaba UWC of Southern Africa) is kínál nem bentlakásos oktatási programokat az ennél fiatalabbaknak. 